# Project Looking Glass
Looking Glass ist eine 3D-Benutzeroberfläche, die von Sun Microsystems entwickelt wurde und unter der GNU General Public License (GPL) steht. Das Projekt wollte neue Interaktionsmöglichkeiten mit einer Desktop-Umgebung entwickeln und verstand sich als technische Vorausentwicklung für kommende Benutzerschnittstellen. Die ausgedehnte Verwendung eines dreidimensionalen Desktops ermöglicht es beispielsweise, Notizen zu Webseiten auf der Rückseite des Browser-Fensters zu machen. Looking Glass ist ein Open-Source-Projekt und wird für GNU/Linux und Solaris entwickelt. Es verwendet und erweitert Java 3D.
Als Desktop der Zukunft wird allgemein eine 3D-Oberfläche erwartet. Microsoft entwickelte ab der Version Vista des Betriebssystems Windows ebenfalls eine eingeschränkte 3D-Oberfläche, wie sie auch im Rahmen des Xgl- beziehungsweise AIGLX-Projekts für Linux existiert. Vergleichbare eingeschränkte 3D-Kapazitäten stellt auch das Apple-Betriebssystem Mac OS X zur Verfügung.
Anders als bei den genannten Projekten sind bei Looking Glass die 3D-Möglichkeiten wesentlich umfassender. So kann der Benutzer die Programmfenster in einem beliebigen Winkel drehen und ablegen. Die Desktopoberfläche stellt sich vergleichbar der Oberfläche einer Rolle dar, welche der Benutzer beliebig drehen kann. Hierdurch soll die Oberfläche des Desktops erheblich erweitert werden, ohne dass Übersichtlichkeit verloren gehe.
Looking Glass basiert auf Java und ist deshalb auf verschiedenen Betriebssystemen einsetzbar, so etwa Linux, Solaris und Microsoft Windows.
Am 18. September 2009 veröffentlichte der ursprüngliche Autor des Projekts, Hideya Kawahara, eine Notiz im Java-Forum, in der er bekannt gab, dass das Projekt seit Ende 2006 ruhe.

## Live-CD
Es existiert auch eine englischsprachige Live-CD von Looking Glass, um das System ohne Installation ausprobieren zu können. Sie basiert auf der Linux-Distribution Slax und ist seit dem 4. Januar 2007 in der Version 3.0 erhältlich. Die Festplatteninstallation befindet sich allerdings in einem experimentellen Stadium.